# Accioly Neto
José Accioly Cavalcante Neto, mais conhecido como Accioly Neto (Goiana, 11 de julho de 1950 - Recife, 29 de outubro de 2000) foi um cantor e compositor de música popular brasileira.

## Biografia
Iniciou sua carreira artística em 1975 como vocalista dos grupos Bulldog e Big Som, no Rio de Janeiro. Ao longo de sua carreira participou de diversos festivais de música e lotou casas de espetáculo principalmente no Nordeste cantando grandes sucessos nacionais de sua composição interpretados por cantores de renome, como Fagner, Flávio José, Elba Ramalho, Fábio Junior, Roberta Miranda, Nando Cordel e outros.

#### Vida Pessoal
Em 1981, casou-se com Tereza, produtora musical, e teve uma filha, Talitha. Em 1991, voltando de Maceió para Recife, sofreu um grave acidente na estrada, que lhe deixou sequelas, enfrentando um período de forte depressão. Ainda assim, continuou compondo. Seu primeiro CD "Lembrança de um Beijo" lançado em 1995 teve a música homônima interpretada magistralmente por Fagner e por outros grandes cantores. 

#### Morte
Accioly faleceu precocemente em 29 de outubro de 2000 aos 50 anos de idade em decorrência de um aneurisma cerebral. O CD "Meu Forró", lançado após a sua morte, traz sucessos como "Espumas ao Vento", que, em 2003, fez parte da trilha sonora do filme Lisbela e o Prisioneiro, dirigido por Guel Arraes.